# Brunbröstad sångsmyg
Brunbröstad sångsmyg (Gerygone ruficollis) är en fågel i familjen taggnäbbar inom ordningen tättingar.

## Utbredning och systematik
Brunbröstad sångsmyg förekommer på Nya Guinea. Den behandlas antingen som monotypisk eller delas in i två underarter med följande utbredning:
- G. r. ruficollis – förekommer på västra Nya Guinea (Arfakbergen)
- G. r. insperata – förekommer på Nya Guinea (Central Highlands till Owen Stanley-bergen och Huonhalvön)

## Status
IUCN kategoriserar arten som livskraftig.